# Pentiment
Pentiment é um jogo de RPG de aventura desenvolvido pela Obsidian Entertainment e publicado pela Xbox Game Studios. O jogo foi lançado em 15 de novembro de 2022, para plataformas Windows, Xbox One e Xbox Series X/S.

## Jogabilidade
Pentiment é uma aventura narrativa, um RPG jogado de uma perspectiva 2D. O jogador assume o controle de Andreas Maler, um jornalista artista de Nuremberg que se envolve em uma série de mistérios de assassinato na Alta Baviera.
A história se passa na cidade fictícia Alpina de Tassing e na vizinha Benedictina Abadia de Kiersau durante o século XVI, e se passa ao longo de 25 anos. O jogador tem a tarefa de investigar os assassinatos de indivíduos importantes pelos quais outros habitantes da cidade foram acusados por vários motivos. Depois de coletar provas físicas e informações dos moradores da cidade, o jogador deve acusar um indivíduo com base em quem ele acha que cometeu o crime ou em quem mais merece punição. Simultaneamente à trama de assassinato abrangente estão outros crimes e conspirações, bem como insights sobre a história da área.
Ao longo do jogo, o jogador também tem a opção de definir a história pessoal de Andreas por meio de árvores de diálogo, incluindo suas viagens anteriores, habilidades linguísticas e formação acadêmica, o que pode afetar a forma como os mistérios são resolvidos.

## Trama
Em 1518, Andreas Maler está aprendendo como iluminador na Abadia de Kiersau, perto de Tassing. O Barão Lorenz Rothvogel, amigo do Príncipe-Bispo de Freising e benfeitor de longa data de Kiersau, faz uma visita para verificar um manuscrito que ele encomendou.  Insatisfeito com o trabalho do iluminador, o idoso Irmão Piero, ele insiste que Andreas complete as ilustrações restantes. O barão é encontrado morto a facadas no dia seguinte. Temendo que o assassinato pudesse prejudicar a reputação de Kiersau e levar à sua dissolução, o abade Gernot culpa Piero pelo crime e faz com que ele seja detido até que o arquidiácono possa conduzir uma investigação. Andreas acredita que Piero é inocente e inicia sua própria investigação.  Ele logo descobre que vários moradores da cidade tinham motivos para assassinar o barão, e cada um recebeu uma nota misteriosa tentando manipulá-los para atacá-lo. Andreas apresenta suas provas ao arquidiácono e um dos suspeitos é executado.
Em 1525, Andreas retorna a Tassing para encontrar a cidade à beira de uma revolta contra os pesados impostos do abade, inspirado nos Doze Artigos. O líder da rebelião, Otto, é encontrado morto, e os habitantes da cidade acusam o abade do assassinato e ameaçam invadir a abadia. Andreas mais uma vez investiga o crime e descobre que vários moradores da cidade receberam o mesmo tipo de notas misteriosas que ele encontrou sete anos antes, todos tentando manipulá-los para matar Otto. Ele denuncia um dos suspeitos, que foge para a fábrica e é morto quando a população da cidade a incendeia.  Os habitantes da cidade incendiaram então a abadia e a sua biblioteca;  Andreas corre para as chamas para salvar os livros e é dado como morto. Os soldados do duque da Baviera chegam para restaurar a ordem, matando muitos dos habitantes da cidade.
Em 1545, o jogador assume o controle de Madalena, uma jovem gráfica e artista. O conselho municipal contrata seu pai, Claus, para pintar um mural retratando a história de Tassing, mas Claus é ferido por um agressor desconhecido e fica acamado. Madalena assume o cargo e começa a juntar as peças do passado controverso da cidade. Ela também descobre que Andreas sobreviveu ao incêndio e viveu como eremita nas ruínas da abadia durante vinte anos.  Os dois descobrem um templo romano abaixo da igreja da cidade e descobrem que o padre da cidade, Thomas, foi o mentor dos acontecimentos. Thomas, não querendo que os habitantes da cidade descobrissem a verdadeira história da cidade, pois contradizia a versão cristã, orquestrou os assassinatos e também o ataque a Claus. Ele então desmorona o templo para evitar sua descoberta, matando-se no processo.  Andreas e Madalena escapam e esta decide terminar o mural. Claus eventualmente morre devido ao ferimento, e Madalena decide deixar Tassing e ir para Praga, enquanto Andreas permanece na cidade para começar uma nova vida.

## Desenvolvimento
O desenvolvedor de jogos Josh Sawyer, formado em história pela Lawrence University e estudou o Sacro Império Romano, há muito procurava fazer um jogo histórico.
Ele apresentou pela primeira vez o que se tornaria Pentiment para Feargus Urquhart na década de 1990, quando os dois trabalhavam no Black Isle Studios. Ele foi inspirado na ficção histórica de Darklands, um videogame RPG de 1992 da MicroProse que combinava a Idade Média com temas sobrenaturais. Urquhart achou que teria pouco apelo fora dos aficionados por história, e o projeto não se concretizou.
"Quando os dois se reuniram na Obsidian Entertainment anos depois, Sawyer reviveu o conceito após o lançamento de 2018 Pillars of Eternity II: Deadfire.  Ele reformulou o jogo como uma aventura narrativa com componentes de mistério e jogabilidade semelhante a Night in the Woods, Mutazione e Oxenfree".
Urquhart aceitou a proposta e uma pequena equipe de desenvolvimento foi montada, proporcional à atração de nicho do jogo. Sawyer e a diretora de arte Hannah Kennedy trabalharam como uma equipe inicial de dois;↵mais tarde a equipe foi expandida para 13 pessoas.
Sawyer decidiu ambientar o jogo no século XVI, uma era de grandes convulsões que viu o início da Reforma, a eclosão da Guerra dos Camponeses Alemães e a ascensão do heliocentrismo copernicano.
Ele citou Umberto Eco de O Nome da Rosa, que também se passa dentro dos limites de um mosteiro, como a principal inspiração para o ambiente físico de Pentiment. O personagem Andreas Maler foi em parte inspirado em Albrecht Dürer, que também veio de Nuremberg. 
Segundo Kennedy, o status de Dürer como pioneiro do autorretrato ressoou no jogo, cujo tema principal é a autodescoberta do artista.
O estilo de arte do jogo é uma mistura de manuscritos, impressão e xilogravuras na transição do final da Idade Média para o início da arte moderna.
Sawyer creditou o estilo artístico e o interesse de Kennedy no conceito como vitais para o apoio inicial ao projeto.  A equipe analisou o Nuremberg Chronicle, bem como manuscritos medievais iluminados no Getty Museum e na Huntington Library em busca de inspiração.
Especialista em manuscritos Christopher de Hamel, professor da Lawrence University Edmund Kern e Winston E. Black de St. Universidade Francis Xavier atuou como consultora histórica do jogo.
A música do jogo foi composta e executada pelo Alkemie Early Music Ensemble. O diretor do jogo, Josh Sawyer, afirmou: "[Alkemie é] um grupo musical, eles compõem e gravam como um conjunto... a música com a qual contribuíram para o jogo é estritamente histórica ou historicamente inspirada."  Kristin Hayter (como Língua Ignota) também compôs a música "Ein Traum" para o jogo.
A aquisição da Obsidian pela Microsoft em 2018 trouxe ao jogo acessibilidade e suporte de localização, como um modo com fontes mais fáceis de ler, recursos como texto para fala e traduções robustas para quem não fala inglês em um jogo com muito texto.
Obsidian Entertainment anunciou formalmente Pentiment em junho de 2022 no Xbox & Bethesda Games Showcase. O jogo foi lançado em 15 de novembro de 2022, para plataformas Xbox e Microsoft Windows.

## Recepção
Pentiment recebeu "críticas geralmente favoráveis", de acordo com o agregador de resenhas Metacritic.
IGN elogiou a mecânica de pressão de tempo, dizendo que tornou o jogo mais tenso e adicionou capacidade de repetição: "você nunca tem tempo suficiente para perseguir todos eles [leads]. Isso adicionou uma tensão bem-vinda e me forçou a tomar muitas decisões interessantes". Destructoid elogiou como não havia uma "rota de ouro", com cada decisão tendo seus prós e contras. GamesRadar+ adorei o cenário, sentindo que ele capturava a ansiedade da época: "o alvorecer de uma nova era é palpável, e a luta para chegar a um acordo com ela ressoa furiosamente por toda parte, seja por parte de monges que ainda escrevem tomos meticulosamente... ou de jovens incendiários que  aprendi a ler e questionar a autoridade".  Ao criticar a mecânica de escolha pouco clara, PC Gamer gostou dos personagens da cidade e do papel que desempenham na história: "mais de 25 anos de conversas, refeições compartilhadas... Isso torna ainda mais difícil quando se quer condenar um homem de família por um crime que ele talvez não tenha cometido".
The Guardian gostou da escrita do jogo, dizendo que "o diálogo contém detalhes históricos fascinantes, apoiados por um extenso glossário de termos". PCGamesN não gostou do ritmo, dizendo que foi "contado em algo entre o ritmo da caminhada e o movimento das placas tectônicas". Polygon elogiou o estilo de arte, sentindo que os desenhos "trazem imediatamente um senso de estilo ao que de outra forma poderia ser uma história árida".

## Prêmios
| Ano  | Prêmio                                          | Categoria                                   | Result   | Ref.          |
| ---- | ----------------------------------------------- | ------------------------------------------- | -------- | ------------- |
| 2023 | New York Game Awards                            | Prêmio Big Apple de Melhor Jogo do Ano      | Indicado | [ 23 ]        |
| 2023 | New York Game Awards                            | Prêmio Estátua da Liberdade de Melhor Mundo | Indicado | [ 23 ]        |
| 2023 | 19º Prêmio dos Jogos da Academia Britânica      | Realização Artística                        | Indicado | [ 24 ]        |
| 2023 | 19º Prêmio dos Jogos da Academia Britânica      | Narrativa                                   | Indicado | [ 24 ]        |
| 2023 | Nebula Awards                                   | Prêmio Nebula de Melhor Escrita de Jogo     | Indicado | [ 25 ]        |
| 2023 | 23º Prêmio Escolha dos Desenvolvedores de Jogos | Jogo do ano                                 | Indicado | [ 26 ] [ 27 ] |
| 2023 | 23º Prêmio Escolha dos Desenvolvedores de Jogos | Innovation Award                            | Indicado | [ 26 ] [ 27 ] |
| 2023 | 23º Prêmio Escolha dos Desenvolvedores de Jogos | Melhor Narrativa                            | Venceu   | [ 26 ] [ 27 ] |
| 2023 | 23º Prêmio Escolha dos Desenvolvedores de Jogos | Melhor Design Visual                        | Indicado | [ 26 ] [ 27 ] |
| 2023 | Golden Joystick Awards                          | Jogo Xbox do Ano                            | Pendente | [ 28 ]        |